# Municipio de Stonewall (Arkansas)
Stonewall Township es un municipio del condado de Johnson, Arkansas, Estados Unidos. Según el censo de 2020, tiene una población de 398 habitantes.
Es una subdivisión exclusivamente geográfica, puesto que el estado de Arkansas ya no utiliza la herramienta de los townships como gobiernos municipales.

## Geografía
Está ubicado en las coordenadas 35°32′20″N 93°39′57″O / 35.53889, -93.66583. Según la Oficina del Censo de los Estados Unidos, tiene una superficie total de 41.77 km², de la cual 41,14 km² corresponden a tierra firme y 0.63 km² son agua.

## Demografía
Según el censo de 2020, hay 398 personas residiendo en la zona. La densidad de población es de 9.67 hab./km². El 89.95 % de los habitantes son blancos, el 1.51 % son amerindios, el 0.50 % son asiáticos, el 0.50 % son de otras razas y el 7.54 % son de una mezcla de razas. Del total de la población, el 3.77 % son hispanos o latinos de cualquier raza.